# Morlupo
Morlupo là một đô thị ở tỉnh Roma trong vùng Latium thuộc Ý, có cự ly khoảng 30 km về phía bắc của Roma. Tại thời điểm ngày 31 tháng 12 năm 2004, đô thị này có dân số 7.230 người và diện tích là 23,9 km².
Morlupo giáp các đô thị: Capena, Castelnuovo di Porto, Magliano Romano, Rignano Flaminio.